# روني كيتس
روني كيتس (بالإنجليزية: Ronny Cates)‏ هو موسيقي أمريكي، ولد في 25 سبتمبر 1965.

## وصلات خارجية
- روني كيتس على موقع ميوزك برينز (الإنجليزية)
- روني كيتس على موقع أول ميوزيك (الإنجليزية)